# جون س. هال
جون س. هال هو اقتصادي وأستاذ جامعي كندي، ولد في 1946.